# 大間町

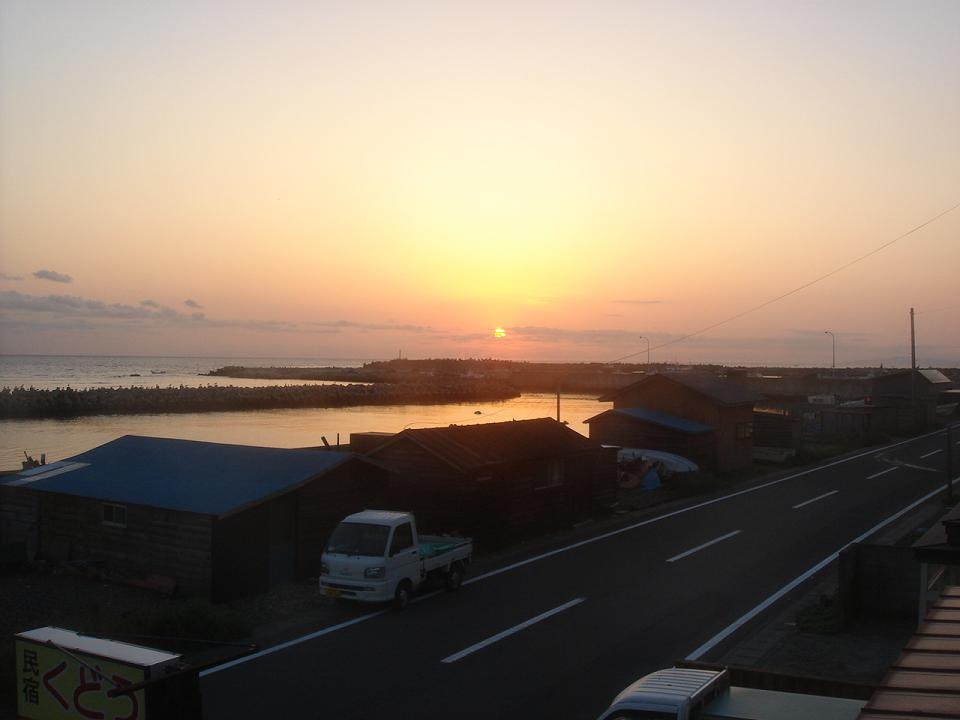
太平洋から昇る朝日（大間崎）

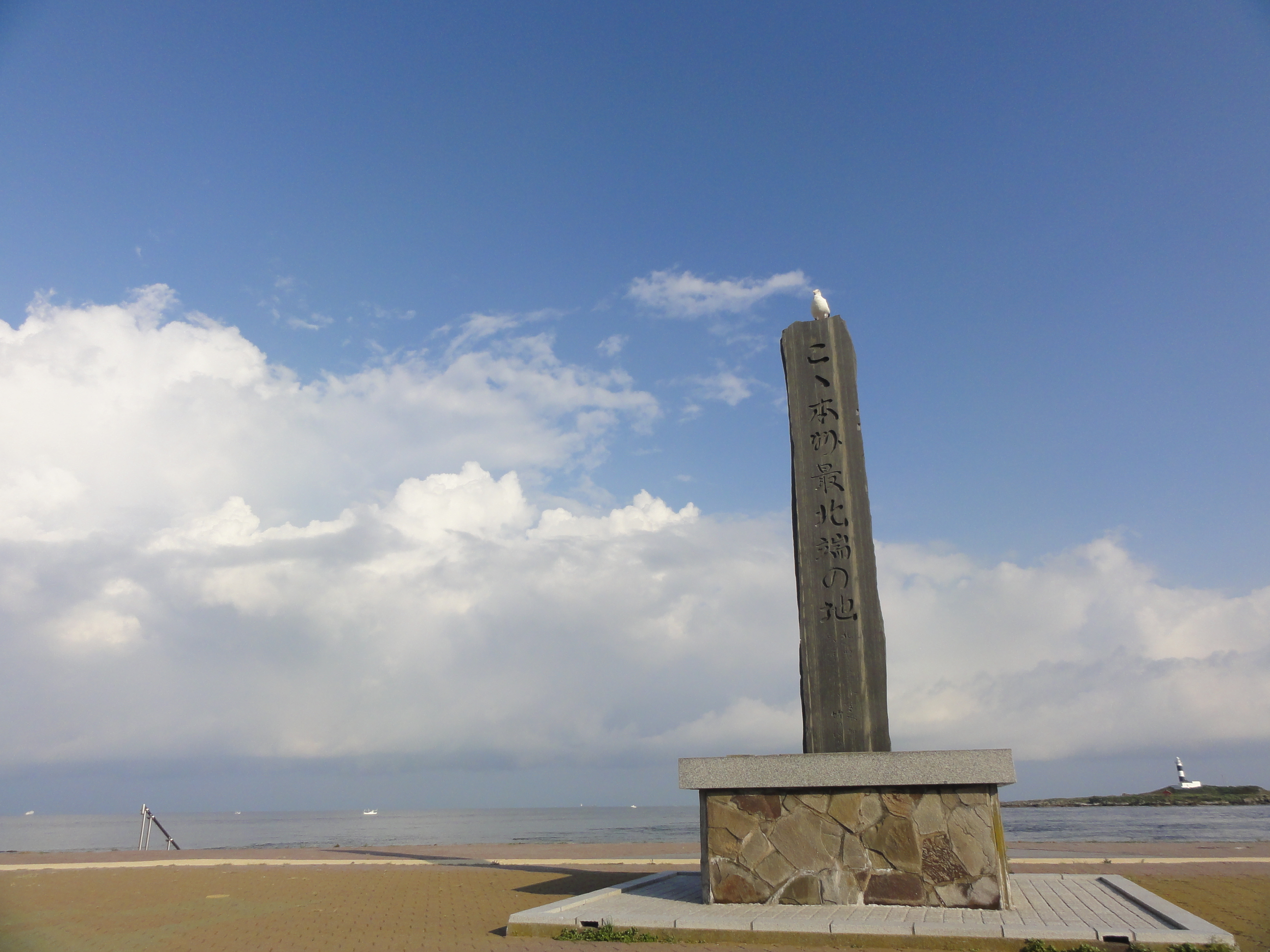
本州最北端の石碑（大間崎）

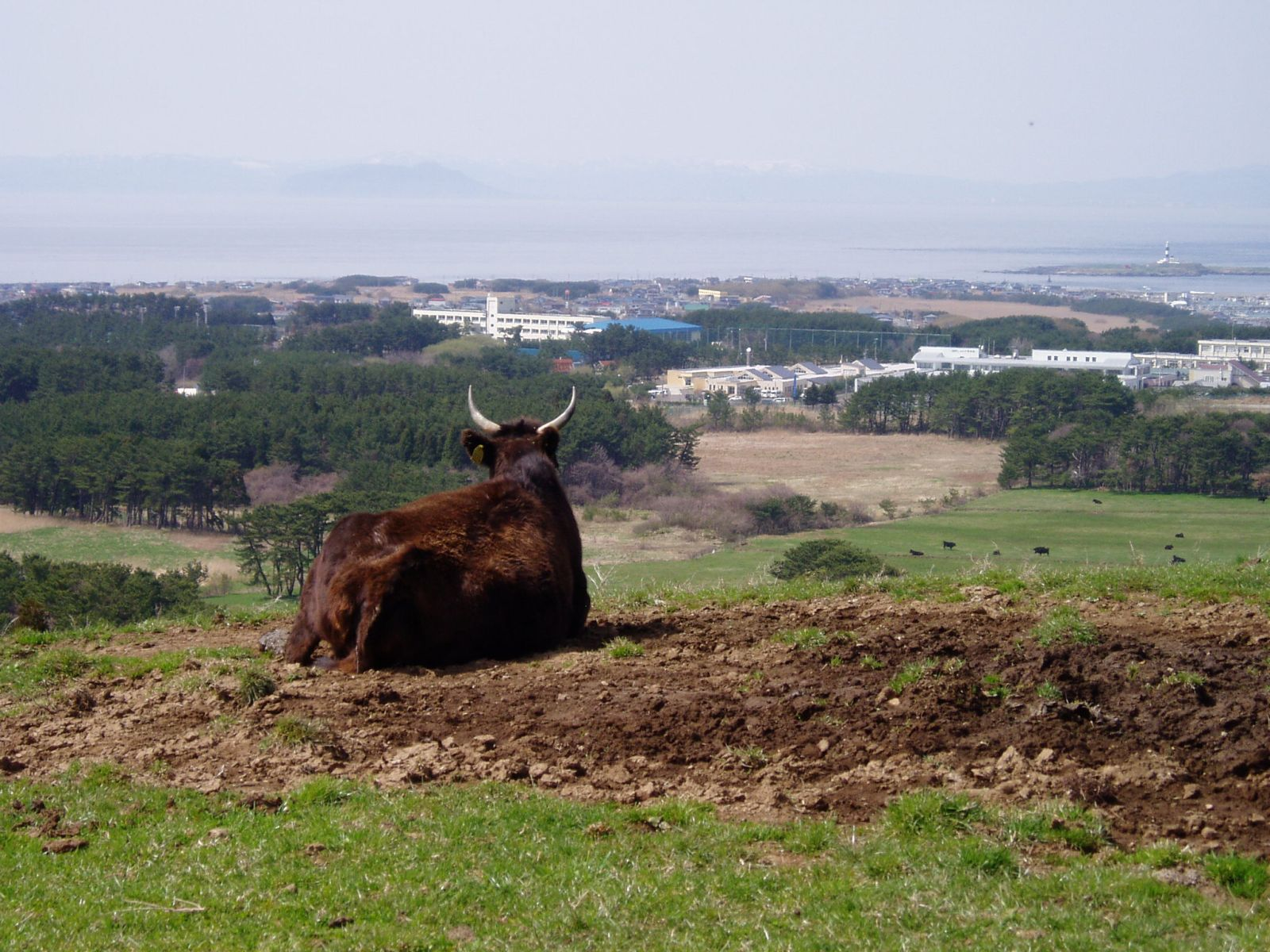
シーサイドキャトルパーク大間（町営観光牧場）展望台から、大間の町、津軽海峡、北海道が望める。中央の校舎は大間高校である。

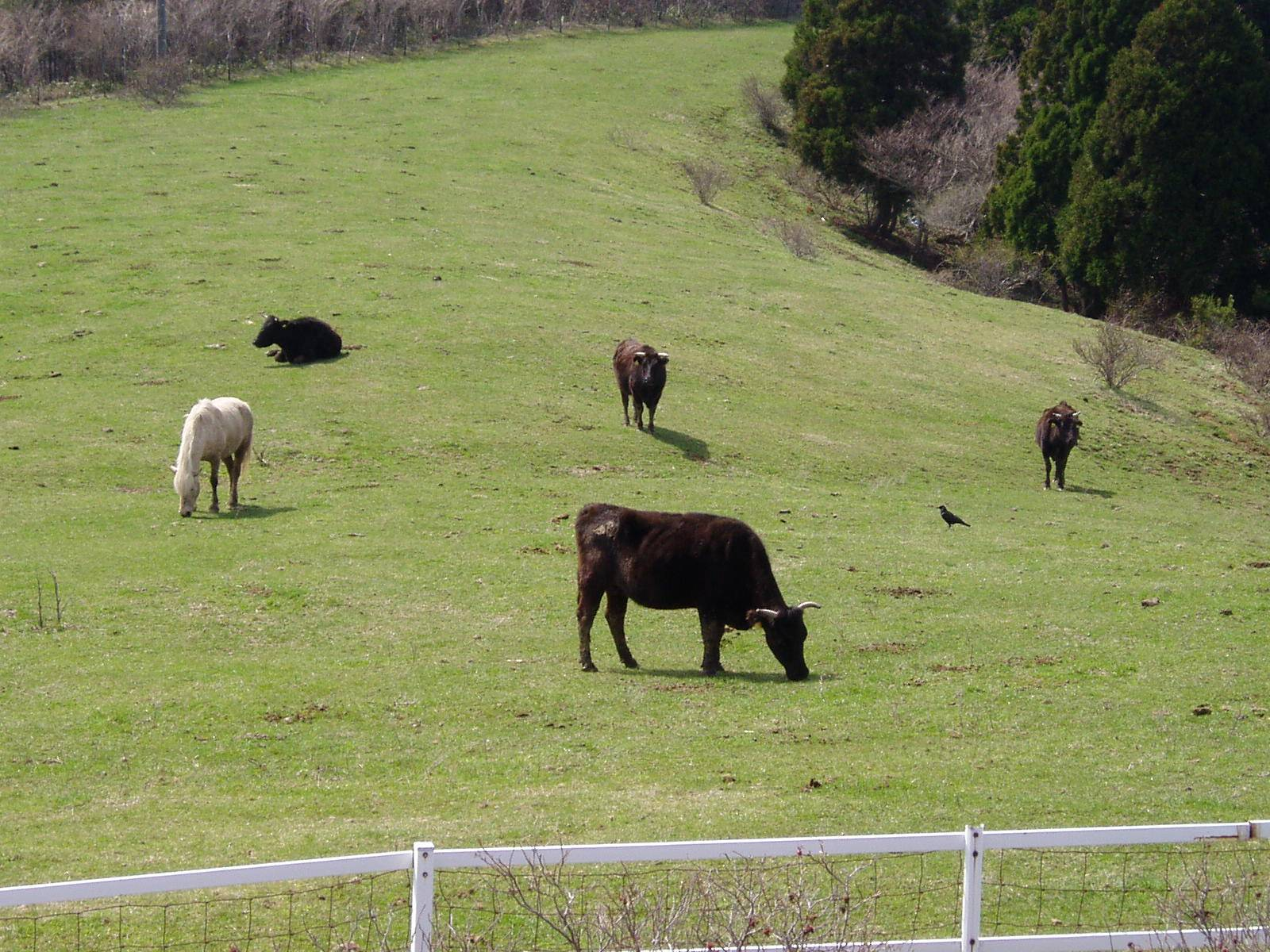
シーサイドキャトルパーク大間（町営観光牧場）

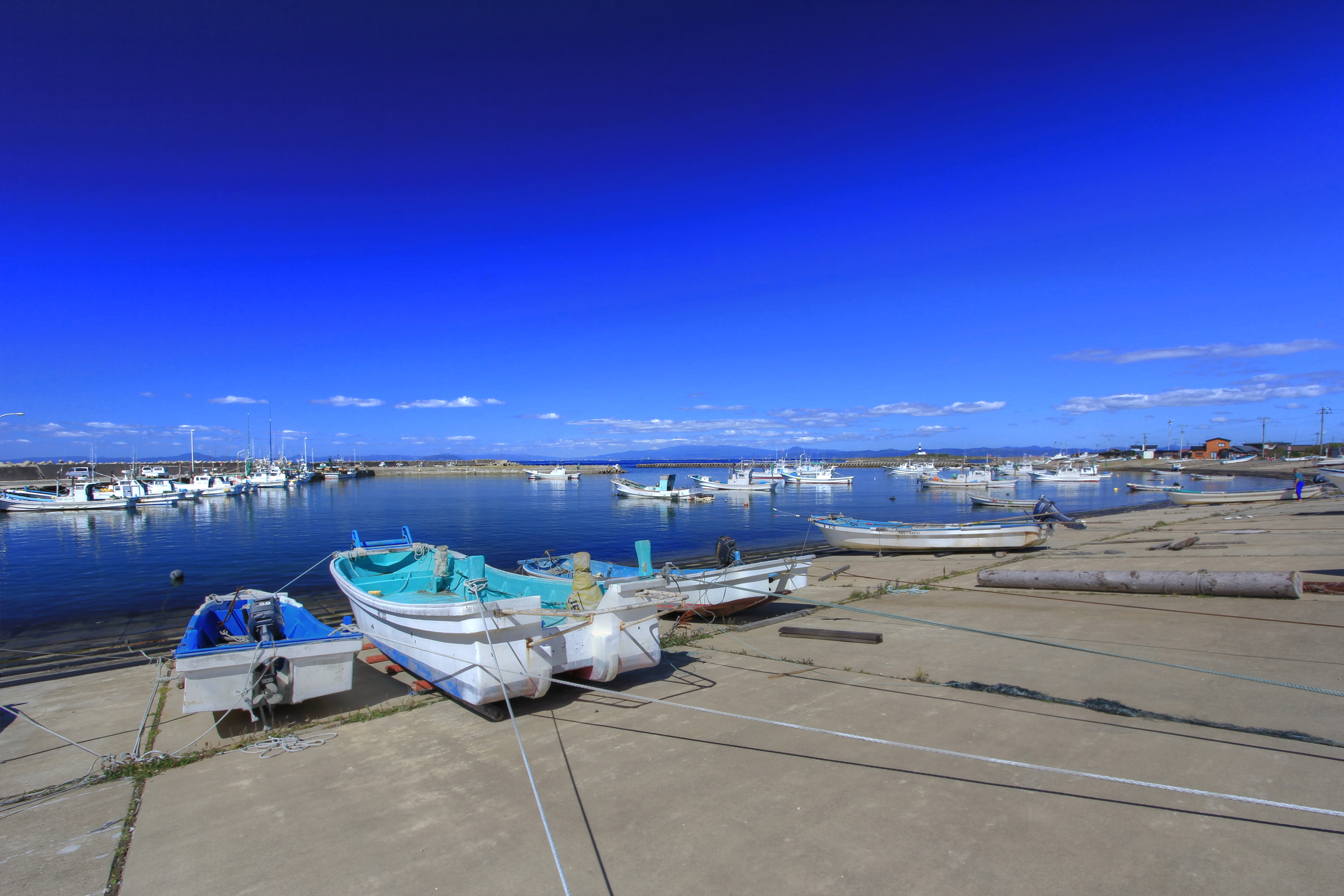
大間崎漁港

大間町（おおままち）は、青森県下北郡の町。津軽海峡に面した下北半島西北端に位置する本州最北端の自治体である。大間まぐろはグルメのブランドとして人気が高い。建設中の大間原子力発電所がある。

## 地理
下北半島の西北部に位置しており、延長約15kmにわたる海岸線が津軽海峡に面する。北端の大間崎には「こゝ本州最北端の地」の碑があり、その突端の先、約600mの地点に弁天島があり大間埼灯台が建っている。
北海道渡島地方の亀田半島と相対する位置にあり、対岸の汐首岬までの距離は17.5kmである。
むつ市大畑町から大間崎までの海岸線及び大間崎から佐井村までの海岸線は海岸段丘が発達している。最長の河川は大滝山を水源とする奥戸川（長さ8.7km）である。
町域は東西約8km、南北約15kmで、総面積は52.1k㎡（「国土交通省 国土地理院令和3年度全国都道府県市区町村別面積調（1月1日時点）」）。町域の70%以上を国有林が占め、田畑と原野が約25%、宅地をすべて合わせても1%に満たない面積である。

## 気候
- 県最北端だが、年平均気温は10.2℃で、青森市や八戸市と変わらない。
- 日本海側気候となっているが、最深積雪は31 cmと少ない。
- 夏は気温が上がらず、気候は西岸海洋性気候（Cfb）となっている。

| 大間（1991年 - 2020年）の気候      | 大間（1991年 - 2020年）の気候 | 大間（1991年 - 2020年）の気候 | 大間（1991年 - 2020年）の気候 | 大間（1991年 - 2020年）の気候 | 大間（1991年 - 2020年）の気候 | 大間（1991年 - 2020年）の気候 | 大間（1991年 - 2020年）の気候 | 大間（1991年 - 2020年）の気候 | 大間（1991年 - 2020年）の気候 | 大間（1991年 - 2020年）の気候 | 大間（1991年 - 2020年）の気候 | 大間（1991年 - 2020年）の気候 | 大間（1991年 - 2020年）の気候 |
| 月                                 | 1月                           | 2月                           | 3月                           | 4月                           | 5月                           | 6月                           | 7月                           | 8月                           | 9月                           | 10月                          | 11月                          | 12月                          | 年                            |
| ---------------------------------- | ----------------------------- | ----------------------------- | ----------------------------- | ----------------------------- | ----------------------------- | ----------------------------- | ----------------------------- | ----------------------------- | ----------------------------- | ----------------------------- | ----------------------------- | ----------------------------- | ----------------------------- |
| 最高気温記録 °C （°F）             | 12.3 (54.1)                   | 14.9 (58.8)                   | 17.3 (63.1)                   | 21.1 (70)                     | 25.8 (78.4)                   | 26.8 (80.2)                   | 32.5 (90.5)                   | 32.9 (91.2)                   | 32.6 (90.7)                   | 25.2 (77.4)                   | 22.0 (71.6)                   | 15.6 (60.1)                   | 32.9 (91.2)                   |
| 平均最高気温 °C （°F）             | 2.2 (36)                      | 2.7 (36.9)                    | 6.2 (43.2)                    | 11.0 (51.8)                   | 15.0 (59)                     | 18.4 (65.1)                   | 22.3 (72.1)                   | 24.8 (76.6)                   | 22.8 (73)                     | 17.4 (63.3)                   | 11.0 (51.8)                   | 4.8 (40.6)                    | 13.2 (55.8)                   |
| 日平均気温 °C （°F）               | 0.0 (32)                      | 0.2 (32.4)                    | 3.1 (37.6)                    | 7.6 (45.7)                    | 11.5 (52.7)                   | 15.1 (59.2)                   | 19.3 (66.7)                   | 21.7 (71.1)                   | 19.5 (67.1)                   | 14.0 (57.2)                   | 8.0 (46.4)                    | 2.2 (36)                      | 10.2 (50.4)                   |
| 平均最低気温 °C （°F）             | −2.4 (27.7)                   | −2.3 (27.9)                   | 0.0 (32)                      | 4.1 (39.4)                    | 8.5 (47.3)                    | 12.4 (54.3)                   | 16.9 (62.4)                   | 19.1 (66.4)                   | 16.0 (60.8)                   | 10.3 (50.5)                   | 4.8 (40.6)                    | −0.3 (31.5)                   | 7.3 (45.1)                    |
| 最低気温記録 °C （°F）             | −10.5 (13.1)                  | −10.7 (12.7)                  | −8.2 (17.2)                   | −5.3 (22.5)                   | 0.0 (32)                      | 3.6 (38.5)                    | 8.5 (47.3)                    | 10.0 (50)                     | 6.7 (44.1)                    | 0.4 (32.7)                    | −5.4 (22.3)                   | −10.0 (14)                    | −10.7 (12.7)                  |
| 降水量 mm （inch）                 | 60.1 (2.366)                  | 52.6 (2.071)                  | 62.3 (2.453)                  | 74.1 (2.917)                  | 89.3 (3.516)                  | 80.6 (3.173)                  | 128.7 (5.067)                 | 173.8 (6.843)                 | 149.0 (5.866)                 | 111.2 (4.378)                 | 96.7 (3.807)                  | 79.8 (3.142)                  | 1,158.2 (45.598)              |
| 降雪量 cm （inch）                 | 65 (25.6)                     | 76 (29.9)                     | 36 (14.2)                     | 1 (0.4)                       | 0 (0)                         | 0 (0)                         | 0 (0)                         | 0 (0)                         | 0 (0)                         | 0 (0)                         | 1 (0.4)                       | 29 (11.4)                     | 208 (81.9)                    |
| 平均降水日数 （≥1.0 mm）           | 11.1                          | 9.8                           | 10.6                          | 10.0                          | 10.1                          | 8.6                           | 10.1                          | 9.9                           | 11.0                          | 11.8                          | 13.2                          | 12.6                          | 128.9                         |
| 平均月間日照時間                   | 71.7                          | 100.2                         | 165.6                         | 203.8                         | 202.5                         | 175.9                         | 155.0                         | 168.8                         | 179.2                         | 166.1                         | 100.2                         | 69.9                          | 1,758.8                       |
| 出典1：Japan Meteorological Agency |                               |                               |                               |                               |                               |                               |                               |                               |                               |                               |                               |                               |                               |
| 出典2：気象庁                      |                               |                               |                               |                               |                               |                               |                               |                               |                               |                               |                               |                               |                               |

## 歴史
北前船の寄港地であり、南部藩でありながら、文化的・血縁的にも、北回り航路の影響が濃い。
- 1889年（明治22年）4月1日：町村制の施行により、下北郡大間村及び奥戸村を廃し、その区域をもって下北郡大奥村（おおおくむら）を設置する。
- 1942年（昭和17年）11月3日：下北郡大奥村を廃し、その区域をもって下北郡大間町を設置する。

## 行政

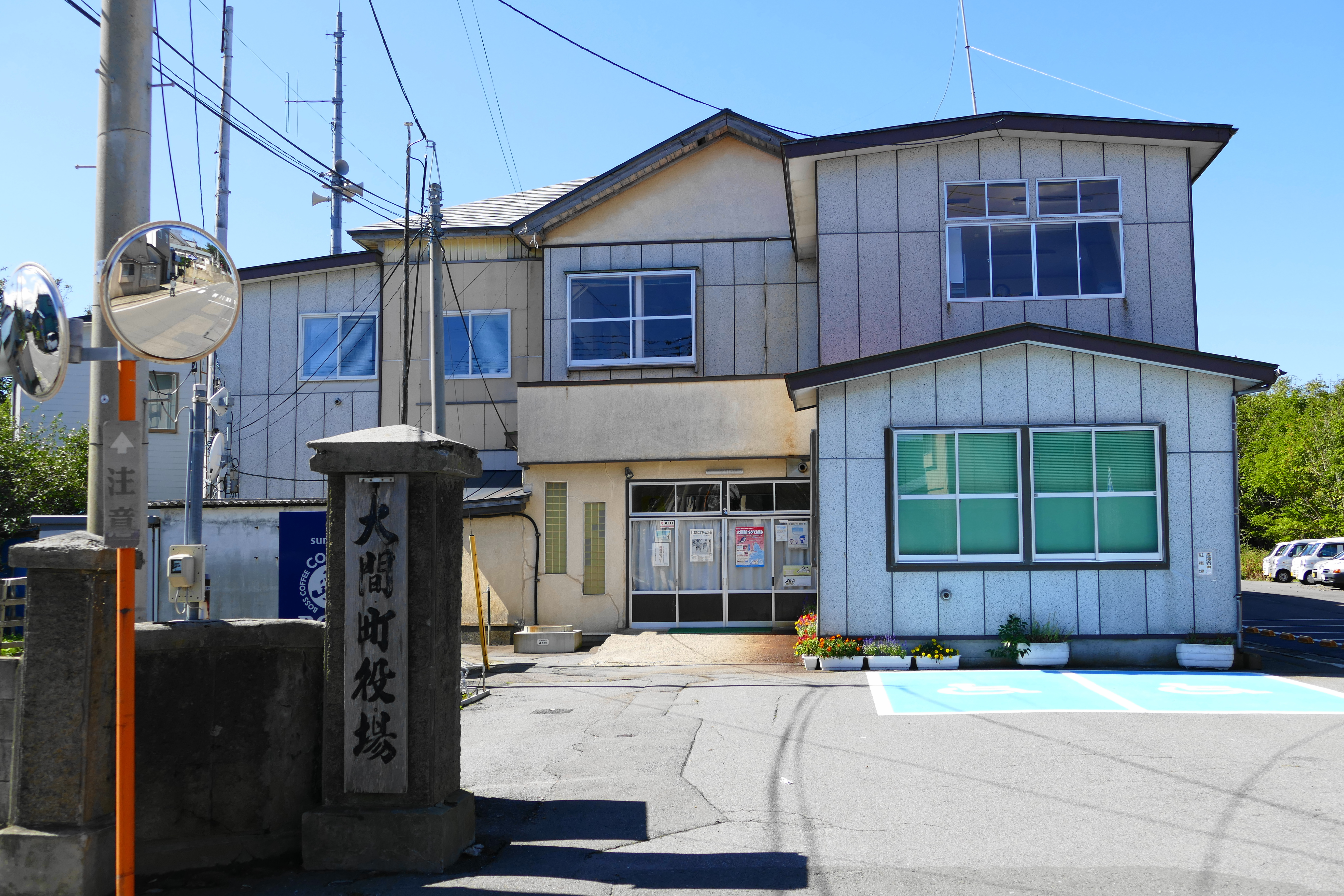
旧大間町役場、下北郡大間町大字大間字大間104

大間町役場は1930年6月に大奥村役場として新築されたものを増築を繰り返しながら使用していたが、2018年9月25日に現在の新庁舎へ移転した。
2021年1月17日に行われた町長選挙では新人の野﨑尚文が現職の金澤満春を破り当選した。

## 姉妹都市・提携都市
国内
- 北海道亀田郡戸井町（現函館市）：1975年（昭和50年）10月姉妹都市締結

国外
- 台湾雲林県虎尾鎮：1975年（昭和50年）10月10日友好姉妹都市提携 産業・教育・文化・医療の交流

## 産業
漁業及び観光を主産業とする。
電源開発による大間原子力発電所の立地計画が進んでいる。
近年「大間のマグロ」の知名度が高まったことにより、観光地としても脚光を浴びている。

### 漁業
主要海産物：マグロ、イカ、ウニ、コンブ
- 下手浜漁港
- 奥戸漁港
- 材木漁港

### 郵便
- 大間郵便局（集配局）（84044）
- 奥戸郵便局（84095）

### 金融機関
- 青森みちのく銀行大間支店（旧：青森銀行店）…指定金融機関
- 青い森信用金庫大間支店（旧：下北信金店）

## 地域

### 人口
2015年の国勢調査で、2010年の調査からの人口増減をみると、17.56%減の5,227人であった。この人口増加率は県下40市町村中39位と、青森県内でも特に過疎化の目立つ地域である。
| |                                        |  |
| 大間町と全国の年齢別人口分布（2005年） | 大間町の年齢・男女別人口分布（2005年） |  |
| ■紫色 ― 大間町 ■緑色 ― 日本全国 | ■青色 ― 男性 ■赤色 ― 女性              |  |
| 大間町（に相当する地域）の人口の推移 \| 1970年（昭和45年） \| 7,673人 \| \| \| 1975年（昭和50年） \| 7,753人 \| \| \| 1980年（昭和55年） \| 7,624人 \| \| \| 1985年（昭和60年） \| 7,487人 \| \| \| 1990年（平成2年） \| 7,125人 \| \| \| 1995年（平成7年） \| 6,606人 \| \| \| 2000年（平成12年） \| 6,566人 \| \| \| 2005年（平成17年） \| 6,212人 \| \| \| 2010年（平成22年） \| 6,340人 \| \| \| 2015年（平成27年） \| 5,227人 \| \| \| 2020年（令和2年） \| 4,718人 \| \| |                                        |  |
| 総務省統計局 国勢調査より |                                        |  |
| 1970年（昭和45年） | 7,673人                                |  |
| 1975年（昭和50年） | 7,753人                                |  |
| 1980年（昭和55年） | 7,624人                                |  |
| 1985年（昭和60年） | 7,487人                                |  |
| 1990年（平成2年） | 7,125人                                |  |
| 1995年（平成7年） | 6,606人                                |  |
| 2000年（平成12年） | 6,566人                                |  |
| 2005年（平成17年） | 6,212人                                |  |
| 2010年（平成22年） | 6,340人                                |  |
| 2015年（平成27年） | 5,227人                                |  |
| 2020年（令和2年） | 4,718人                                |  |

### 警察・消防

#### 警察
- 大間警察署

#### 消防
下北地域広域行政事務組合消防本部
- 大間消防署

### 教育

#### 高等学校
- 青森県立大間高等学校

#### 中学校
- 大間町立大間中学校

#### 小学校
- 大間町立大間小学校
- 大間町立奥戸小学校

※以下は廃校。
- 大間町立奥戸小学校材木分校（1970年・奥戸小学校へ統合）
- 大間町立奥戸中学校（2021年・大間中学校へ統合）

### その他の機関
- 電源開発株式会社大間原子力建設準備事務所
- 電源開発株式会社奥戸分室
- 大間原子力発電所（建設中）

## 交通
町内を走る鉄道路線はない。かつては国鉄大畑線を大畑駅から下風呂温泉、風間浦村を経由し奥戸駅までを結ぶ国鉄大間線の計画があったが実現することはなく、未成に終わった。最寄り駅は、むつ市にあるJR東日本大湊線の大湊駅である。

### 道路
町内に県道はなく、国道のみ立地する。
- 一般国道
  - 国道279号・大間バイパス
  - 国道338号

### 路線バス
- 下北交通 - むつ市と佐井村を結ぶ佐井線が大間町を経由する（むつ市 - 風間浦村 - 大間町 - 佐井村）。主に国道279号・338号を通るが、大間町中心部では国道ではなくより海沿いの市街地内を通る。下北駅と大間町中心市街地への所要時間は約100分[7]。
  - 下北駅 - むつ - 大畑駅 - 風間浦駐在所前 - 易国間 - 大間病院 - 大間崎 - 大間 - フェリー乗場前 - 根田内 - 奥戸 - 佐井

### 港湾
- 大間港（下北交通バス「根田内」または「フェリー乗場前」下車）
  - 函館行きの津軽海峡フェリーが1日2往復運航。

## 通信
- 大間町は津軽海峡の対岸の函館市まで約20 kmしか離れていないため、年間を通してHTBや青森県内に系列局のないフジテレビ系列のUHBなど在札テレビ局の函館送信所が受信できる。なお、町内には在青テレビ局の大間中継局と大間平中継局もあるが、受信することができない地域もある。また、地上デジタル放送ではアナログ放送では開局されなかった青森朝日放送（ABA）もデジタル新局として大間中継局は2009年に、大間平中継局は2010年に開局、在青テレビ局は全部見られることになる。なお、2021年（令和3年）1月25日に、青森放送大間下北FM局（FM補完中継局）が開局し、在青ラジオ局が聴取できるようになった。

## 名所・旧跡・観光スポット・祭事・催事
- 大間崎 - 本州最北の岬であり、本州最北端の碑が存在する。
- 赤石海岸 - 本州最北の海水浴場。
- 津鼻崎 - スカシユリの群生地で、10 m程の切り立った断崖が約1 kmほど続く。
- 普賢院：宿坊（宿泊施設がある寺院）。
- 大間埼灯台 - 沖合にある弁天島に建設された灯台である[8]。本州に立地しているわけではない。
- 大間温泉 - 本州最北の温泉
- 西吹付山 - 町営観光牧場シーサイド・キャトル・パーク大間
- 海鳴り太鼓

## 特産品

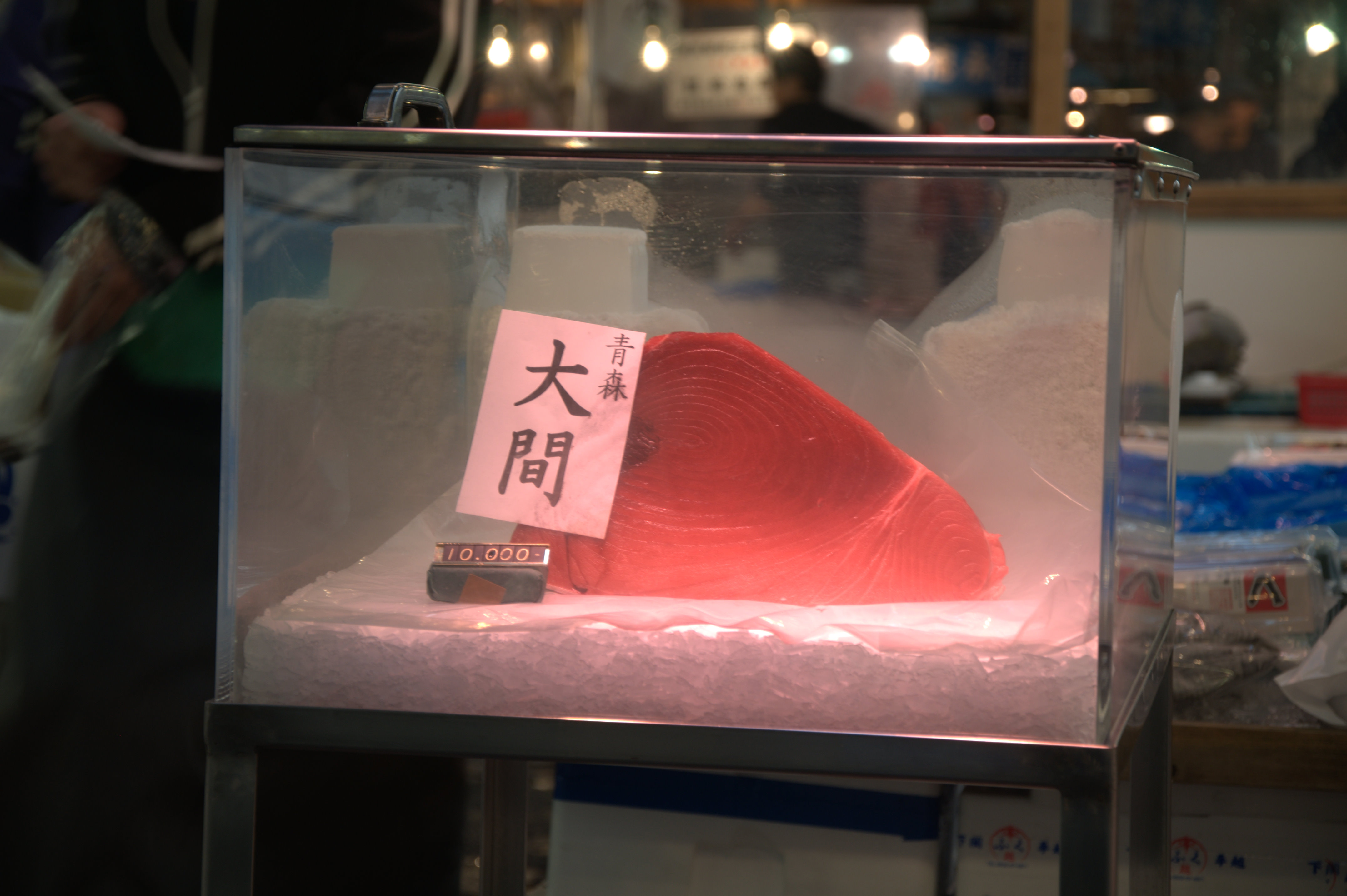
大間のマグロは名物として名高い

- マグロ

映画「魚影の群れ」で大間マグロとして知名度が上がる。町としては大間マグロを食べるツアーの企画や、こいのぼりのマグロ版「マグロのぼり」の作成を行っている。
- イカ
- ウニ
- コンブ

## 大間を題材・舞台にする作品
- 小説
  - 『魚影の群れ』：吉村昭作。大間の漁師とその娘婿の複雑な心理を描く。
- 映画
  - 「魚影の群れ」 : 吉村昭原作のマグロの一本釣り漁師を題材とした作品。出演者は緒形拳、夏目雅子、佐藤浩市他、監督に相米慎二。
- ドラマ
  - 「私の青空」 : NHK連続テレビ小説。田畑智子、伊東四朗、加賀まりこら出演。
  - 「マグロ」 : 2007年（平成19年）1月4日、5日の2夜連続のドラマ。テレビ朝日系。渡哲也、松坂慶子、舘ひろし、神田正輝、徳重聡、天海祐希、西田敏行、内田有紀、小林桂樹ら出演。ロケでは渡哲也が220kgの本マグロを実際に仕留めるシーンも。
  - 「SR サイタマノラッパー 〜マイクの細道〜」 ： テレビ東京ドラマ25、第1話 - 第3話。駒木根隆介、水澤紳吾、奥野瑛太、皆川猿時、山本舞香ら出演。
- テレビ
  - 「マグロに賭けた男たち」 : テレビ朝日。2003年（平成15年）1月の放送からシリーズ化。マグロの中でも最高級ブランドとされる、青森県大間産の本マグロ。番組では、命とプライドを賭けて、そのマグロに真剣勝負を挑み続ける大間のマグロ漁師たちに密着取材。マグロに賭ける男たちの世界を追った映像ドキュメンタリー作品[注釈 1]。
  - TVチャンピオン及びTVチャンピオン2 : マグロ漁師王決定戦の舞台。
- 漫画
  - マグロ一本釣り伝説 じょっぱれ瞬! : 週刊少年マガジン連載。「じょっぱる」という言葉が掲示板上で流行・定着するなど、伝説に残っている。
- 楽曲
  - 津軽海峡大間崎（歌：神島悠介、作詞：秋山博紀、作曲：野村豊収、編曲：前田俊明）
  - 下北漁歌（歌：細川たかし、作詞：松井由利夫、作曲：聖川湧）

## 出身人物
- 泉浩 - アテネオリンピック柔道男子90kg級銀メダリスト
- 向井勝實 - 彫刻家
- 三遊亭大楽 - 落語家
- Yellow Cherry - J-POPユニット
  - R-MAN
  - YAMA
- 小浜圭太郎 - 映画プロデューサー